# كاني غرغة (بهي دهبكري)
کاني غرغة (بالفارسية: کانی‌گرگه) هي قرية تقع في إيران في قسم بهي دهبکري الريفي. يقدر عدد سكانها بـ 45 نسمة بحسب إحصاء 2016.